# Myriactis
Myriactis es un género de plantas con flores perteneciente a la familia  Asteraceae. Comprende 34 especies descritas y solo 14 aceptadas.

## Taxonomía
El género fue descrito por Christian Friedrich Lessing y publicado en Linnaea 6: 127–128. 1831. La especie tipo es: Myriactis nepalensis Less.

## Especies seleccionadas
A continuación se brinda un listado de las especies del género Myriactis aceptadas hasta junio de 2011, ordenadas alfabéticamente. Para cada una se indica el nombre binomial seguido del autor, abreviado según las convenciones y usos.
- Myriactis andina (V.M.Badillo) M.C.Vélez
- Myriactis cabrerae J.Kost.
- Myriactis delavayi Gagnep.
- Myriactis humilis Merr.
- Myriactis japonensis Koidz.
- Myriactis longepedunculata Hayata
- Myriactis minuscula (Cuatrec.) Cuatrec.
- Myriactis nepalensis Less.
- Myriactis panamensis (S.F.Blake) Cuatrec.
- Myriactis rupestris J.Kost.
- Myriactis sakirana (Cuatrec.) Cuatrec.
- Myriactis wallichii Less.
- Myriactis westonii (Cuatrec.) Cuatrec.
- Myriactis wightii DC.